# ويليام باترسون (لاعب كريكت)
ويليام باترسون (11 مارس 1859 في المملكة المتحدة - 3 مايو 1946 في المملكة المتحدة) (بالإنجليزية: William Patterson)‏ هو لاعب كريكت بريطاني (وحمل سابقاً جنسية المملكة المتحدة لبريطانيا العظمى وأيرلندا). لعب مع Kent County Cricket Club ‏ ونادي الكريكت في جامعة أكسفورد ‏.

## وصلات خارجية
- ويليام باترسون على موقع إي آس بي آن كريك إنفو (الإنجليزية)